# Le Causse (Aveyron)
Pour les articles homonymes, voir Le Causse.
Cet article court présente un sujet plus développé dans : Coubisou et Le Nayrac.
Le Causse  est une ancienne commune de l’Aveyron, la commune a été supprimée en 1832. Son territoire a été partagé entre les communes de Coubisou et du Nayrac.